# Łoje (wieś w powiecie gołdapskim)
Łoje – wieś w Polsce położona w województwie warmińsko-mazurskim, w powiecie gołdapskim, w gminie Dubeninki.
W latach 1975–1998 miejscowość należała administracyjnie do województwa suwalskiego.
Zobacz też: Łoje, Łoje-Awissa, Łojew, Łojewo